# Teoremas de isomorfismo
Los teoremas de isomorfía o, más propiamente, teoremas de isomorfía de Noether (también llamados teoremas de isomorfismo), son tres resultados importantes de la teoría de grupos. Estos teoremas relacionan a los grupos con sus grupos cociente, y son de gran utilidad para construir isomorfismos entre diversos grupos y grupos cociente. 
Pocos cambios no esenciales hacen a estos teoremas válidos también en términos de anillos y módulos en lugar de grupos.
Su nombre se debe a la matemática alemana Emmy Noether, quien formuló estos resultados de forma general en 1927.

## Primer teorema de isomorfía
Sea {\displaystyle f:G\longrightarrow H} un homomorfismo de grupos. Entonces existe un isomorfismo {\displaystyle {\bar {f}}:G/(\ker f)\longrightarrow \mathrm {im} \ f}, y por tanto

{\displaystyle G/(\ker f)\cong \mathrm {im} \ f.}

La construcción del isomorfismo cuya existencia afirma el primer teorema de isomorfismo se puede expresar mediante el diagrama conmutativo siguiente:
donde {\displaystyle \pi :G\longrightarrow G/\ker f} es la proyección canónica de {\displaystyle G} en {\displaystyle G/\ker f}.
| Demostración |
| Consideremos el siguiente diagrama conmutativo donde {\displaystyle {\begin{aligned}\sigma :&G\longrightarrow G/K\\&g\mapsto gK\end{aligned}}} es la aplicación de proyección en el cociente, y {\displaystyle j:im\ f\to G'} la inclusión. Definimos {\displaystyle {\begin{aligned}{\hat {f}}:&G/K\longrightarrow im\ f\\&gK\mapsto f(g)\end{aligned}}} Esta aplicación está bien definida, pues no depende de la elección del representante de gK. Supongamos que {\displaystyle h\in gK}. Entonces {\displaystyle gh^{-1}\in K} y por tanto {\displaystyle 1=f(gh^{-1})=f(g)f(h^{-1})=f(g)f(h)^{-1}}, con lo cual {\displaystyle f(g)=f(h)}. Además es un homomorfismo, puesto que {\displaystyle {\hat {f}}(gK\ hK)={\hat {f}}((gh)K)=f(gh)=f(g)f(h)={\hat {f}}(gK){\hat {f}}(hK)}. {\displaystyle {\hat {f}}} es uno a uno: supongamos que {\displaystyle {\hat {f}}(gK)={\hat {f}}(hK)}. Entonces {\displaystyle f(g)=f(h)} y {\displaystyle gh^{-1}\in K}, con lo que {\displaystyle gK=hK}. Para ver que es sobreyectiva basta observar que para todo {\displaystyle y\in im\ f} existe {\displaystyle g\in G} tal que {\displaystyle f(g)=y}. En consecuencia {\displaystyle {\hat {f}}(gK)=y}. Con esto queda demostrado que {\displaystyle {\hat {f}}} es un isomorfismo. |

El primer teorema de isomorfía es una consecuencia inmediata del teorema fundamental de homomorfismos.

### Ejemplos
- Considérese el epimorfismo natural {\displaystyle f:(\mathbb {Z} ,+)\longrightarrow (\mathbb {Z} _{n},+)} dado por

{\displaystyle f(i)=[i]_{n}.\,\!}

Es claro que {\displaystyle f(i)=[0]_{n}\,\!} si y sólo si {\displaystyle n\mid i}, luego {\displaystyle \ker f=n\mathbb {Z} }, así que 

{\displaystyle (\mathbb {Z} /n\mathbb {Z} ,+)\cong (\mathbb {Z} _{n},+).}

- Si {\displaystyle A_{n}} es el subgrupo alternante del grupo simétrico {\displaystyle S_{n}}, entonces

{\displaystyle S_{n}/A_{n}\cong \left(\{-1,1\},\cdot \right).}

## Segundo teorema de isomorfía
Si {\displaystyle N} y {\displaystyle H} son subgrupos de un grupo {\displaystyle G}, con {\displaystyle N} normal en {\displaystyle G}, entonces 

{\displaystyle H/(H\cap N)\cong (HN)/N.}

Este segundo teorema de isomorfía se deduce del primero, pues si {\displaystyle N} es normal a G  entonces también lo es {\displaystyle H\cap N} en  {\displaystyle H}, y puede demostrarse que el epimorfismo 

{\displaystyle {\begin{array}{rcl}\varphi :H&\longrightarrow &(HN)/N\\h&\mapsto &hN\end{array}}}

cumple con {\displaystyle \ker \varphi =H\cap N}. Si {\displaystyle \pi :HN\longrightarrow (HN)/N} y {\displaystyle \rho :H\longrightarrow H/(H\cap N)} son proyecciones canónicas, entonces la construcción del isomorfismo {\displaystyle \psi :H/(H\cap N)\longrightarrow (HN)/N} se describe por el diagrama conmutativo siguiente:

## Tercer teorema de isomorfía
Si {\displaystyle N} y {\displaystyle H} son subgrupos normales de un grupo {\displaystyle G}, con {\displaystyle N\subseteq H}, entonces 

{\displaystyle G/H\cong (G/N)/(H/N)}

Esto da lugar al diagrama conmutativo siguiente:

donde {\displaystyle \varphi _{1},\varphi _{2}} son proyecciones canónicas, {\displaystyle {\mbox{id}}\,\!} es la aplicación identidad y donde las flechas horizontales forman una sucesión de homomorfismos exacta.
Este teorema es también consecuencia del primer teorema de isomorfía. Para una demostración de este teorema, así como de los dos primeros teoremas de isomorfismo, véase, por ejemplo, el wikilibro Álgebra, Subgrupos normales.
Existe también un llamado «cuarto teorema de isomorfía», aunque no suele mencionarse como tal.
Si {\displaystyle N} es un subgrupo normal de un grupo {\displaystyle G}, entonces hay una biyección entre los subgrupos de {\displaystyle G} que contienen a {\displaystyle N} y los subgrupos de {\displaystyle G/N}. Este teorema tiene generalizaciones para cualquier homomorfismo desde {\displaystyle G}.